# Сентервілл (Огайо)
Сентервілл (англ. Centerville) — місто (англ. city) в США, в окрузі Монтгомері штату Огайо. Населення — 24 240 осіб (2020).

## Географія
Сентервілл розташований за координатами 39°38′4″ пн. ш. 84°8′44″ зх. д. / 39.63444° пн. ш. 84.14556° зх. д. (39.634359, -84.145685).  За даними Бюро перепису населення США в 2010 році місто мало площу 28,09 км², з яких 27,92 км² — суходіл та 0,17 км² — водойми.

## Демографія
Згідно з переписом 2010 року, у місті мешкало 23 999 осіб у 10 693 домогосподарствах у складі 6694 родин. Густота населення становила 854 особи/км².  Було 11421 помешкання (407/км²).
Расовий склад населення:
| - 90,2 % — білих - 4,0 % — чорних або афроамериканців - 3,2 % — азіатів - 0,2 % — корінних американців |

До двох чи більше рас належало 1,9 %. Частка іспаномовних становила 1,8 % від усіх жителів.
За віковим діапазоном населення розподілялося таким чином: 20,1 % — особи молодші 18 років, 55,5 % — особи у віці 18—64 років, 24,4 % — особи у віці 65 років та старші. Медіана віку мешканця становила 46,9 року. На 100 осіб жіночої статі у місті припадало 86,0 чоловіків;  на 100 жінок у віці від 18 років та старших — 81,0 чоловіків також старших 18 років.
Середній дохід на одне домашнє господарство  становив 82 429 доларів США (медіана — 62 117), а середній дохід на одну сім'ю — 104 043 долари (медіана — 86 719). Медіана доходів становила 62 316 доларів для чоловіків та 50 205 доларів для жінок. За межею бідності перебувало 5,6 % осіб, у тому числі 8,1 % дітей у віці до 18 років та 5,0 % осіб у віці 65 років та старших.
Цивільне працевлаштоване населення становило 10 679 осіб. Основні галузі зайнятості: освіта, охорона здоров'я та соціальна допомога — 27,6 %, роздрібна торгівля — 12,4 %, науковці, спеціалісти, менеджери — 11,4 %, виробництво — 10,9 %.